# Morchies
Morchies is een gemeente in het Franse departement Pas-de-Calais (regio Hauts-de-France) en telt 179 inwoners (2005). De plaats maakt deel uit van het arrondissement Arras.

## Geografie
De oppervlakte van Morchies bedraagt 6,7 km², de bevolkingsdichtheid is 26,7 inwoners per km².
De onderstaande kaart toont de ligging van Morchies met de belangrijkste infrastructuur en aangrenzende gemeenten.

## Demografie
Onderstaande figuur toont het verloop van het inwonertal (bron: INSEE-tellingen).

## Britse oorlogsgraven
Op het grondgebied van de gemeente liggen drie begraafplaatsen met Britse gesneuvelden uit de Eerste Wereldoorlog: de gemeentelijke begraafplaats van Morchies, de Morchies Australian Cemetery, en de Morchies Military Cemetery.